# Pterolophosoma otiliae
Pterolophosoma otiliae är en skalbaggsart som beskrevs av Francesco Vitali 2006. Pterolophosoma otiliae ingår i släktet Pterolophosoma och familjen långhorningar. Inga underarter finns listade i Catalogue of Life.